# Honduras nos Jogos Olímpicos de Verão de 1976
Honduras competiu nos Jogos Olímpicos de Verão de 1976 em Montreal, Canadá.
O país retornou às Olimpíadas após perder os Jogos Olímpicos de Verão de 1972.

## Resultados por Evento

### Atletismo
Maratona masculina
- Hipolito Lopez — 2:26:00 (→ 41º lugar)

- Luís Raudales — 2:29:25 (→ 49º lugar)

Marcha atlética 20 km masculina
- Santiago Fonseca — 1:36:07 (→ 27º lugar)